# Kaleidoscope
Kaleidoscope — третій студійний альбом британського рок-гурту Siouxsie and the Banshees, випущений 1 серпня 1980 року лейблом Polydor Records. З відходом Джона Маккея та Кенні Морріса і заміною їх двома новими музикантами, Баджі на барабанах та Джона Макгіоха на гітарі, гурт змінив свій музичний напрямок і видав альбом, що містив широке розмаїття кольорів. «Це був майже інший гурт», — казала Сьюзі.

## Трек-лист

### Оригінальний реліз
Автор слів Сьюзі Сью, за винятком зазначених, автор музики Сьюзі, Стівен Северін, за винятком зазначених. 
| Сторона А | Сторона А     | Сторона А                    | Сторона А  |
| #         | Назва         | Автор музики                 | Тривалість |
| --------- | ------------- | ---------------------------- | ---------- |
| 1.        | «Happy House» |                              | 3:53       |
| 2.        | «Tenant»      |                              | 3:43       |
| 3.        | «Trophy»      | Сьюзі, Северін, Джон Макгіох | 3:20       |
| 4.        | «Hybrid»      |                              | 5:33       |
| 5.        | «Clockface»   |                              | 1:55       |
| 6.        | «Lunar Camel» |                              | 3:03       |

| Side B | Side B           | Side B     | Side B     |
| #      | Назва            | Автор слів | Тривалість |
| ------ | ---------------- | ---------- | ---------- |
| 1.     | «Christine»      | Северін    | 3:01       |
| 2.     | «Desert Kisses»  |            | 4:16       |
| 3.     | «Red Light»      | Северін    | 3:23       |
| 4.     | «Paradise Place» |            | 4:36       |
| 5.     | «Skin»           |            | 3:50       |

### Бонус-треки ремастированого перевидання 2006 року
| #   | Назва                                  | Тривалість |
| --- | -------------------------------------- | ---------- |
| 12. | «Christine» (demo version)             | 1:59       |
| 13. | «Eve White/Eve Black» (demo version)   | 1:57       |
| 14. | «Arabia (Lunar Camel)» (demo version)  | 2:52       |
| 15. | «Sitting Room» (раніше невиданий трек) | 1:22       |
| 16. | «Paradise Place» (demo version)        | 2:27       |
| 17. | «Desert Kisses» (demo version)         | 4:22       |
| 18. | «Hybrid» (demo version)                | 5:42       |
| 19. | «Happy House» (demo version)           | 5:25       |
| 20. | «Israel» (7" A-Side)                   | 5:00       |

## Персоналії
Siouxsie and the Banshees
- Сьюзі Сью — вокал, акустична (2) і електро- (10) гітара, синтезатор (6), пальчикові тарілки (8), камера (9), мелодика (11), продюсування
- Стівен Северін — бас-гітара (1, 3–8, 10, 11), електрогітара і електричний ситар (2), синтезатор (5, 9), продюсування
- Баджі — барабани (1–5, 7–11), губна гармоніка (1), бас-гітара (2), перкусія, продюсування
- Джон Макгіох — гітара (1, 3, 4, 7, 8), саксофон (3, 4), орган Farfisa (7), ситар і синтезаторні струнні (8), продюсування

Додатковий персонал
- Стів Джонс — соло-гітара (5, 10, 11)
- The Sirens (у складі Северіна, Макгіоха і Баджі) — бек-вокал (8)

Технічний персонал
- Найджел Ґрей — продюсування
- Роб О'Коннор — арт-директор
- Джо Лайонс — фото обкладинки

## Чарти
| Чарт (1980—1981)                                     | Пікова позиція |
| ---------------------------------------------------- | -------------- |
| Нова Зеландія New Zealand Albums (Recorded Music NZ) | 30             |
| Велика Британія UK Albums (OCC)                      | 5              |

## Сертифікації
| Регіон                                             | Сертифікація | Продажі |
| -------------------------------------------------- | ------------ | ------- |
| Велика Британія (BPI)                              | Срібний      | 60 000^ |
| ^відвантаження, що базуються лише на сертифікаціях |              |         |